# Auger-Meitner-Effekt

Schematische Darstellung des Auger-Meitner-Effekts (KLM-Auger-Prozess)

Der Auger-Meitner-Effekt oder Auger-Effekt, benannt nach Pierre Auger [oʒe-] und Lise Meitner, ist ein sog. strahlungsloser Übergang in der Elektronenhülle eines angeregten Atoms. Voraussetzung ist, dass innerhalb eines Atoms in einer inneren Elektronenschale ein unbesetzter Elektronenzustand (Loch) vorliegt. Wird er durch ein Elektron aus einer äußeren Schale wieder besetzt, kann die freiwerdende Energie auf ein anderes Elektron desselben Atoms übertragen werden, so dass dieses als Auger-Elektron das Atom verlässt. Diesen Effekt hatte vier Jahre vor Auger bereits Lise Meitner  beschrieben, jedoch wurde ihre Arbeit wenig beachtet. Da beide Forscher den Effekt unabhängig voneinander identifiziert haben, wird der Effekt in einigen neueren Publikationen als Auger-Meitner-Effekt bezeichnet.
Anwendung findet der Effekt unter anderem bei der Augerelektronenspektroskopie (AES).

## Beschreibung
Zur Auslösung des Auger-Meitner-Effekts muss das Atom zunächst eins seiner fester gebundenen Elektronen verlieren. Das kann künstlich durch Wechselwirkung mit Photonen oder Elektronen ausreichender Energie geschehen (Ionisation einer inneren Schale) oder auf natürliche Weise durch Elektroneneinfang durch den Atomkern. Wenn der frei gewordene Platz durch ein Elektron aus einer äußeren Schale des Atoms wieder belegt wird, wird im Auger-Meitner-Effekt die dabei freiwerdende Energie auf ein anderes Elektron übertragen, welches im Atom nur schwach gebunden war und nun mit einer bestimmten kinetischen Energie emittiert wird. Der Auger-Meitner-Effekt ist nur möglich, wenn das Atom über Elektronen mit geeigneten Energien verfügt. Er steht dann in Konkurrenz zu einem Strahlungsübergang, in dem kein Elektron emittiert, sondern ein Photon der charakteristischen Röntgenstrahlung erzeugt wird. Bei den leichteren Elementen überwiegt deutlich der Auger-Meitner-Effekt, wenn er nicht energetisch ausgeschlossen ist.
Die Energie des Auger-Elektrons bestimmt sich aus den Energieniveaus des ursprünglichen Atoms und des verbleibenden Ions. Man geht näherungsweise davon aus, dass die einzelnen Elektronen im Atom bzw. Ion jeweils eins der wohldefinierten Energieniveaus besetzen können, deren Lage durch die Kernladung, also die chemische Ordnungszahl des Atoms, bestimmt sind. Dann hat man drei solcher Niveaus zu betrachten: die Energie des ursprünglichen Lochzustands, die Energie des Niveaus, von dem aus ein Elektron in das Loch überwechselt, sowie die Energie des Niveaus, aus dem das schließlich abgestrahlte Auger-Elektron stammt. Die möglichen Übergänge sind deswegen nach den drei beteiligten Elektronenniveaus benannt. Liegt beispielsweise ein Loch in der K-Schale vor, das durch ein Elektron der L-Schale gefüllt wird, wobei ein Elektron der M-Schale ausgestrahlt wird (siehe Abbildung), wird dieser Übergang als KLM-Auger-Prozess bezeichnet. Für eine genauere Beschreibung ist weiter zu berücksichtigen, dass sich die Energieniveaus etwas verschieben, wenn sich ihre Besetzung mit Elektronen verändert. Aus der kinetischen Energie des so emittierten Elektrons ist eindeutig zu entnehmen, zu welchem Element das Atom gehört. Jedoch ist die chemische Analyse mittels Augerelektronenspektroskopie praktisch auf leichtere Elemente beschränkt, weil mit steigender Ordnungszahl der Auger-Meitner-Effekt stark zugunsten des Strahlungsübergangs zurückgeht.
Aufgrund des Energieerhaltungssatzes hat das Auger-Elektron genau dieselbe Energie, als ob es durch einen Photoeffekt herausgeschlagen wäre, verursacht durch ein Photon der charakteristischen Röntgenstrahlung, das im selben Atom beim Auffüllen des ursprünglichen Lochs erzeugt worden sei. Für den Ablauf des Prozesses ist dies aber eine unzulässige Vorstellung, denn beim Auger-Meitner-Effekt wird kein reelles Photon erzeugt. Vielmehr läuft der Auger-Meitner-Effekt wie ein elastischer Stoß zweier Elektronen ab: vorher sind sie im Atom gebunden, danach befindet sich eines in einem energetisch tieferen Niveau und das andere im Zustand eines freien Teilchens. Da kein reelles Photon dabei erzeugt werden muss, ist die Übergangsrate des Auger-Meitner-Effekts typischerweise mehrere Größenordnungen höher als beim konkurrierenden Strahlungsübergang. Zudem kann der Auger-Meitner-Effekt auch die bei der Erzeugung eines Photons geltenden Auswahlregeln verletzen. Andererseits können solche Stöße nur dann wirklich stattfinden, wenn die möglichen Endzustände nicht schon von Elektronen besetzt sind (Pauli-Prinzip).
Einen Spezialfall des Auger-Meitner-Prozesses stellt der extrem schnelle Coster-Kronig-Übergang dar, beispielsweise L1L2M. Dabei wird das ursprüngliche Loch L1 aus einer höheren Unterschale L2 der gleichen Hauptschale L aufgefüllt. Wenn das dabei emittierte Auger-Elektron auch noch aus derselben Hauptschale kommt, dann spricht man vom Super-Coster-Kronig-Übergang, beispielsweise L1L2L3. Hier werden extrem kurze Lebensdauern bis zu 10−16 s herab beobachtet, die sich durch die große Wahrscheinlichkeit eines Stoßes zwischen zwei Elektronen derselben Schale verstehen lassen. Der Coster-Kronig-Prozess wurde nach den beiden Physikern Dirk Coster und Ralph Kronig benannt.

## Augerneutralisation und Coulomb-Zerfall
Ein zum normalen, inneratomaren Augereffekt analoger Prozess kann auch unter Beteiligung eines Festkörpers oder eines anderen Atoms stattfinden. Der erste Fall tritt bei der niederenergetischen Ionenstreuung auf, einer der Standardmethoden zur Untersuchung von Festkörperoberflächen. Er wird als Augerneutralisation bezeichnet, weil das heranfliegende Ion dabei aus dem Festkörper ein Elektron einfängt, wobei die frei werdende Bindungsenergie auf ein anderes Elektron des Festkörpers übertragen wird, ohne dass zwischenzeitlich ein reelles Photon erzeugt wurde. Ob dieses Elektron dann den Festkörper verlassen kann, hängt von den näheren Umständen ab, insbesondere von der Größe der durch den Einfang frei gewordenen Bindungsenergie.
Der Augereffekt unter Beteiligung eines zweiten Atoms ist die Grundlage des interatomaren Coulomb-Zerfalls von Molekülen. Wird im Molekül eins der Atome ionisiert, indem ihm ein fest gebundenes Elektron entrissen wird, kann eins seiner weniger fest gebundenen Elektronen das Loch füllen, wobei die frei werdende Bindungsenergie, wieder ohne den Umweg über ein reelles Photon, auf ein Elektron des anderen Atoms übertragen wird, so dass dieses davon fliegt. Im Ergebnis liegen dann zwei ionisierte Atome vor, die sich durch Coulomb-Abstoßung voneinander entfernen. Aus den kinetischen Energien der je zwei Elektronen und Ionen können detaillierte Rückschlüsse darauf gezogen werden, wie das Molekül ursprünglich aufgebaut war.